# Leptophatnus minor
Leptophatnus minor är en stekelart som beskrevs av Heinrich 1967. Leptophatnus minor ingår i släktet Leptophatnus och familjen brokparasitsteklar. Inga underarter finns listade i Catalogue of Life.